# British Home Championship 1900
De British Home Championship van 1900 was de 17e editie van de British Home Championship. Het toernooi werd gehouden van 3 februari tot en met 7 april 1900. Schotland werd kampioen.

## Eindstand
| Team      | Gsp | W | G | V | DV | DT | DS | Ptn |
| --------- | --- | - | - | - | -- | -- | -- | --- |
| Schotland | 3   | 3 | 0 | 0 | 12 | 3  | +9 | 6   |
| Wales     | 3   | 1 | 1 | 1 | 5  | 6  | –1 | 3   |
| Engeland  | 3   | 1 | 1 | 1 | 4  | 5  | –1 | 3   |
| Ierland   | 3   | 0 | 0 | 3 | 0  | 7  | –7 | 0   |

## Wedstrijden
|                                                    |                                                                      |       |                                     |                                                                                          |
| 3 februari 1900 «onderlinge duels» 15:00 uur (UTC) | Schotland                                                            | 5 – 2 | Wales                               | Pittodrie Stadium, Aberdeen Toeschouwers: 12.500 Scheidsrechter: Charles Sutcliffe (ENG) |
| 3 februari 1900 «onderlinge duels» 15:00 uur (UTC) | Jack Bell 2' David Wilson 7', 35' Robert Hamilton 40' Alec Smith 61' |       | 45' Thomas Parry 60' William Butler | Pittodrie Stadium, Aberdeen Toeschouwers: 12.500 Scheidsrechter: Charles Sutcliffe (ENG) |

|                                                     |                                            |       |         |                                                                                 |
| 24 februari 1900 «onderlinge duels» 15:30 uur (UTC) | Wales                                      | 2 – 0 | Ierland | The Oval, Llandudno Toeschouwers: 6.000 Scheidsrechter: Charles Sutcliffe (ENG) |
| 24 februari 1900 «onderlinge duels» 15:30 uur (UTC) | Thomas Parry 73' Billy Meredith 87' (pen.) |       |         | The Oval, Llandudno Toeschouwers: 6.000 Scheidsrechter: Charles Sutcliffe (ENG) |

|                                                      |         |                                      |           |                                                                               |
| 3 maart 1900 «onderlinge duels» 15:30 uur (UTC–0:25) | Ierland | 0 – 3                                | Schotland | Solitude, Belfast Toeschouwers: 6.000 Scheidsrechter: Charles Sutcliffe (ENG) |
| 3 maart 1900 «onderlinge duels» 15:30 uur (UTC–0:25) |         | 8', 65' John Campbell 23' Alec Smith |           | Solitude, Belfast Toeschouwers: 6.000 Scheidsrechter: Charles Sutcliffe (ENG) |

|                                                       |         |                                            |          |                                                                                  |
| 17 maart 1900 «onderlinge duels» 16:00 uur (UTC–0:25) | Ierland | 0 – 2                                      | Engeland | Lansdowne Road, Dublin Toeschouwers: 8.000 Scheidsrechter: Johnny Marshall (SCO) |
| 17 maart 1900 «onderlinge duels» 16:00 uur (UTC–0:25) |         | 12' (e.d.) Mick Cochrane 16' Charlie Sagar |          | Lansdowne Road, Dublin Toeschouwers: 8.000 Scheidsrechter: Johnny Marshall (SCO) |

|                                                  |                    |       |                    |                                                                                     |
| 26 maart 1900 «onderlinge duels» 16:00 uur (UTC) | Wales              | 1 – 1 | Engeland           | Cardiff Arms Park, Cardiff Toeschouwers: 20.000 Scheidsrechter: Tom Robertson (SCO) |
| 26 maart 1900 «onderlinge duels» 16:00 uur (UTC) | Billy Meredith 55' |       | 3' Geoffrey Wilson | Cardiff Arms Park, Cardiff Toeschouwers: 20.000 Scheidsrechter: Tom Robertson (SCO) |

|                                                 |                                         |       |                   |                                                                               |
| 7 april 1900 «onderlinge duels» 15:30 uur (UTC) | Schotland                               | 4 – 1 | Engeland          | Celtic Park, Glasgow Toeschouwers: 63.000 Scheidsrechter: James Torrens (IRL) |
| 7 april 1900 «onderlinge duels» 15:30 uur (UTC) | Robert McColl 1', 25', 44' Jack Bell 6' |       | 35' Steve Bloomer | Celtic Park, Glasgow Toeschouwers: 63.000 Scheidsrechter: James Torrens (IRL) |